# Knipovich-Rücken

Der Meeresboden der Grönlandsee und angrenzender Gewässer, der Knipovich-Rücken liegt im Nordosten der Karte.

Der Knipovich-Rücken, benannt nach dem russischen Hydrologen Nikolai Michailowitsch Knipowitsch (1862–1939), ist ein Meeresrücken, der die westlich gelegene Grönlandsee vom Europäischen Nordmeer trennt.
Der Knipovich-Rücken reicht von der Molloy-Störungszone im Norden vor der Westküste Spitzbergens (siehe auch Molloytief) bis zum Mohn-Knipovich-Bogen im Süden, an dem er in den weiter nach Südwesten verlaufenden Mohn-Rücken übergeht. Seine Länge beträgt etwa 550 km. Er ist Teil des Mittelatlantischen Rückens, der sich vom Gakkelrücken im Arktischen Ozean im Norden bis zur Bouvetinsel vor der Antarktis im Süden erstreckt. Der Knipovich-Rücken wurde 1970 bei einer Fahrt des russischen Forschungsschiffs „Akademik Knipovich“ entdeckt.
Durch die Tiefseebergketten des Knipovich-Rückens zieht sich ein zentrales Rift Valley, das Tiefen von 3000–3600 m erreicht. Die Tiefseeberge des Rückens ragen 500–1000 m über den umliegenden Ozeanboden auf. Der Rücken bildet sich durch aufsteigendes Magma im Zuge der Ozeanbodenspreizung zwischen divergierenden Lithosphärenplatten, nämlich der Nordamerikanischen und der Eurasischen Platte. Mit einer Spreizungsrate von 14,7 mm pro Jahr zählt er zu den sich ultralangsam spreizenden untermeerischen Rücken. Ungewöhnlich ist auch die zur Spreizungsachse schiefe Spreizungsrichtung.
Östlich des Knipovich-Rückens strömt warmes, salzreiches atlantisches Wasser nach Norden (Westspitzbergenstrom), während die westlich gelegene Grönlandsee vorwiegend kaltes, arktisches Wasser aufweist.
Im Norden des Knipovich-Rückens wurde im Jahr 2022 in 3000 m Tiefe ein mindestens 1 ×0,2 km² großes Feld hydrothermaler Quellen entdeckt, das Jøtul Hydrothermalfeld.